# Elecciones escalonadas
Las elecciones escalonadas son aquellas en las que solo algunos de los puestos de un órgano electo se eligen simultáneamente. Por ejemplo, los senadores en Estados Unidos tienen un mandato de seis años, pero no todos son elegidos simultáneamente. En cambio, se celebran elecciones cada dos años para un tercio de los escaños del Senado.
Las elecciones escalonadas limitan el control de un órgano representativo por parte del organismo representado, pero también pueden minimizar el impacto del voto acumulativo.Muchas empresas utilizan las elecciones escalonadas como herramienta para prevenir intentos de adquisición. Algunos órganos legislativos (generalmente las cámaras altas) utilizan elecciones escalonadas, al igual que algunos organismos públicos, como la Comisión de Bolsa y Valores de Estados Unidos.

## Aplicación en los negocios
Un consejo de administración escalonado o consejo clasificado es una práctica prominente en el derecho corporativo estadounidense que rige el consejo de administración de una empresa, corporación u otra organización. En este caso, solo una fracción (a menudo un tercio) de los miembros del consejo se elige cada vez, en lugar de hacerlo en masa (donde todos los directores tienen un mandato de un año). Cada grupo de directores pertenece a una "clase" específica —por ejemplo, Clase I, Clase II, etc.—, de ahí el uso del término "consejo clasificado".La labor del Proyecto de Derechos de los Accionistas ha tenido un efecto significativo en el número de consejos clasificados en el S&P 500.
En las empresas que cotizan en bolsa, los consejos escalonados dificultan los intentos de adquisición hostil.  Sin embargo, también se asocian con un menor valor de la empresa.Cuando un consejo de administración está escalonado, los oferentes hostiles deben ganar más de una pelea de poder en sucesivas juntas de accionistas para ejercer el control de la empresa objetivo. Particularmente en combinación con una píldora venenosa, un consejo de administración escalonado que no se puede desmantelar ni evadir es una de las defensas más potentes contra las adquisiciones disponibles para las empresas estadounidenses.
En los sistemas corporativos de voto acumulativo, el escalonamiento tiene dos efectos básicos: dificulta que un grupo minoritario consiga la elección de directores, ya que cuantos menos puestos de director se presenten a la elección, mayor será el porcentaje del capital social para obtenerlos; y reduce las probabilidades de éxito de los intentos de adquisición, ya que es más difícil votar por la mayoría de los nuevos directores.Sin embargo, el escalonamiento también puede tener un propósito más beneficioso: proporcionar "memoria institucional" (continuidad en el consejo de administración), lo cual puede ser significativo para las empresas con proyectos y planes a largo plazo.Los accionistas institucionales exigen cada vez más el fin de los consejos de administración escalonados, también conocidos como "desclasificación". El Wall Street Journal informó en enero de 2007 que 2006 marcó un cambio clave en la tendencia hacia la desclasificación o las votaciones anuales de todos los directores: más de la mitad (55%) de las empresas del S&P 500 han desclasificado sus consejos, en comparación con el 47% en 2005.

## Uso en los órganos legislativos
- Argentina
  - Cámara de Diputados
  - Senado
- Australia
  - Senado
- Brasil
  - Senado
- República Checa
  - Senado
- Chile
  - Senado
- Estados Unidos
  - Senado
- Filipinas
  - Senado
- Francia
  - Senado
- India
  - Rajya Sabha
- Japón
  - Cámara de Consejeros
- Liberia
  - Senado
- Nepal
  - Asamblea Nacional
- Pakistán
  - Senado

### Uso histórico
- Consejo General de Andorra (1867–1979)[8]
- Cámara de Representantes y Senado de Bélgica (1835-1919)[9]
- Senado y Cámara de Diputados de Bolivia (1944–1964)
- Asamblea Legislativa de Costa Rica (1913–1948)
- Senado y Cámara de Representantes de Cuba (1902-1950)
- Landstinget de Dinamarca (1915–1953)[10]
- Asamblea Nacional del Ecuador (1945–1970, 1984–1998)
- Congreso Nacional de Honduras (hasta 1942)
- Cámara de Diputados de Luxemburgo (1922–1951)
- Cámara de Representantes (1849–1888)[11] y Senado de Países Bajos (1848–1983)[12]
- Congreso Nacional de Nicaragua (1912–1932)
- Primera Cámara de Suecia (1867–1970)